# Costantino Trapani
Costantino Trapani, nato Francesco Paolo (Alimena, 24 marzo 1912 – Catania, 4 marzo 1988), è stato un vescovo cattolico italiano, 77º vescovo di Mazara del Vallo.

## Biografia
Iniziò il noviziato presso il convento dei frati minori di Favara nel 1926 e fu ordinato sacerdote il 2 dicembre 1934 a Messina.
Conseguiti presso il Vaticano la laurea in filosofia ed i diplomi in Paleografia e Diplomatica ricoprì diversi incarichi a Messina, Palermo e Catania.
Il 4 ottobre 1962 fu nominato vescovo di Nicosia e consacrato il successivo 11 novembre.
Fu padre conciliare in tutte e quattro le sessioni del Concilio Vaticano II.
Il 29 ottobre 1976 fu nominato vescovo coadiutore di Mazara del Vallo. Succedette alla medesima sede il 21 marzo 1977.
A lui si deve l'apertura del Seminario-Casa Santa, il completamento dei restauri della cattedrale, la fondazione dell'Istituto di Scienze Religiose e dell'Istituto di Storia per la Chiesa mazarese e la visita di papa Giovanni Paolo II il 20 novembre 1982.
Ritiratosi il 7 dicembre 1987 per raggiunti limiti di età, morì a Catania il 4 marzo 1988. Riposa nella cappella dell'Immacolata, circondato da reperti archeologici, all'interno della cattedrale di Mazara del Vallo.

## Genealogia episcopale
La genealogia episcopale è:
- Cardinale Scipione Rebiba
- Cardinale Giulio Antonio Santori
- Cardinale Girolamo Bernerio, O.P.
- Arcivescovo Galeazzo Sanvitale
- Cardinale Ludovico Ludovisi
- Cardinale Luigi Caetani
- Cardinale Ulderico Carpegna
- Cardinale Paluzzo Paluzzi Altieri degli Albertoni
- Papa Benedetto XIII
- Papa Benedetto XIV
- Papa Clemente XIII
- Cardinale Marcantonio Colonna
- Cardinale Giacinto Sigismondo Gerdil, B.
- Cardinale Giulio Maria della Somaglia
- Cardinale Carlo Odescalchi, S.I.
- Cardinale Costantino Patrizi Naro
- Cardinale Lucido Maria Parocchi
- Papa Pio X
- Cardinale Gaetano De Lai
- Cardinale Raffaele Carlo Rossi, O.C.D.
- Arcivescovo Guido Luigi Bentivoglio, O.C.S.O.
- Vescovo Costantino Trapani

## Araldica
Blasonatura dello stemma: D'azzurro alle tre torri merlate d'argento illuminate dal sole, il tutto caricato dall'emblema francescano.